# Roger Pingeon
Vous lisez un « bon article » labellisé en 2013.
Ne pas confondre avec son frère René Pingeon, brièvement coureur cycliste professionnel en 1969.
Roger Pingeon, né le 28 août 1940 à Hauteville-Lompnes (Ain) dans la région du Bugey et mort le 19 mars 2017  à Beaupont (Ain), est un coureur cycliste français.
À la suite d'une carrière en indépendant qui le vit remporter la Polymultipliée lyonnaise (épreuve pourtant ouverte aux professionnels) en 1964, il entame tardivement une carrière professionnelle en 1965 qu'il achève en 1974. Comptant plus d'une trentaine de victoires professionnelles, il a en particulier remporté deux Grands Tours, le Tour de France 1967 et le Tour d'Espagne 1969. Il s'est également classé second du Tour de France 1969, battu par Eddy Merckx.
Après sa carrière cycliste, il a longtemps été consultant sportif à la Télévision suisse romande de 1979 à 1998, en général associé au journaliste Bertrand Duboux. Son frère René, également coureur professionnel en 1969, fut son équipier lors de son Tour d'Espagne victorieux.

## Biographie

### Jeunes années et débuts cyclistes
Roger Pingeon est originaire d'Hauteville et plus exactement du hameau des Lésines, situé à 2,5 kilomètres du bourg, où ses parents avaient alors une ferme. Il a quatre frères, dont trois frères aînés respectivement nés en 1930, 1932, 1933 et René son frère cadet (né en 1943). Plutôt bon élève à l'école communale d'Hauteville, il intègre le collège de Belley, où ses résultats ne lui permettent pas d'obtenir le Brevet. À la suite de cet échec, il revient (vers 1955) à Hauteville, où il intègre un cours d'agriculture, dans lequel il reste deux ans et qui ne le passionne guère. Il décide alors de se former au métier de plombier-zingueur. Pour ce faire, il doit à nouveau être pensionnaire à partir de 1957, dans un établissement scolaire de Bourg-en-Bresse, (quartier des Vennes). Rentrant chez lui régulièrement, c'est durant cette période qu'il découvre le cyclisme : il y a un club cycliste à Hauteville, dans lequel sont affiliés un voisin des Lésines, Maurice Grigis et un ami de celui-ci Jean Flochon. C'est avec eux, que Roger Pingeon fait ses premières sorties à bicyclette et qu'il s'initie à la course cycliste. Dès 1957, Roger Pingeon décide donc de se lancer dans la pratique régulière du cyclisme ; dans le but d'ensuite demander une licence à la fédération, il passe une visite médicale à Bourg-en-Bresse (en vue de l'obtention du certificat nécessaire) durant laquelle est détectée une arythmie cardiaque. Son certificat médical n'est donc pas délivré. Roger Pingeon fait une autre tentative auprès d'un médecin d'Hauteville, qui lui délivre le certificat. Ce souvenir fera dire à Roger Pingeon : « S'il n'avait pas signé, je n'aurais jamais fait de vélo. Mes débuts ont tenu à un fil... »
Roger Pingeon intègre donc le club local dans lequel le coureur phare est Joseph Carrara (qui passera professionnel trois ans plus tard). De 1957 à 1959, affilié au club local, il gagne plusieurs courses lui permettant de passer de la 4e catégorie à la 1re catégorie. En 1959, quelque temps avant de partir au service militaire, il est recruté par l'équipe grenobloise Libéria, alors conduite par Henry Anglade. Il n'aura pas réellement l'occasion de courir sous ses nouvelles couleurs car il est, peu de temps après, appelé pour effectuer son service qui débute par sept mois au camp de La Valbonne (où il devient instructeur en transmissions) avant de partir quatorze mois en Algérie où il ne participe pas aux combats.
Il revient fin 1962 d'Algérie. Il rencontre Dany peu de temps après, qu'il épouse en février 1963. Ils deviennent parents de Nicole (née fin 1963) et d'Alain (né début 1965). Roger Pingeon et sa famille s'établissent alors à Tenay où Roger travaille pour le compte de son frère Pierre, comme plombier-zingueur.

### Course en indépendant
Le retour à la compétition de Roger Pingeon en 1963 n'est guère concluant ; surtout, la possibilité d'intégrer une équipe telle que Libéria a disparu. Il court donc dans une modeste équipe de Bourg-en-Bresse jusqu'à ce qu'il ait la possibilité d'intégrer l'ASEB Lyon (sans doute grâce à Jean Dumont, également originaire du Bugey), club avec lequel il adopte le statut d'indépendant. Pour se donner toutes les chances de réussir et pour réellement évaluer si un avenir professionnel est envisageable, il négocie avec son frère et patron, un arrêt de la plomberie pendant trois mois (entre mars et mai 1964) pour se consacrer uniquement au cyclisme. La tentative est une réussite : Roger Pingeon remporte une quinzaine de victoires pendant le délai défini. Il fait également la rencontre de Paul Gutty qui devient pour lui, une sorte de partenaire de course :

« Paul et moi, on gagnait bien notre vie et comme je récupérais plutôt bien dans l'enchaînement de toutes ces courses, l'ambition a commencé à naître. »

Il envoie donc une candidature spontanée à Gaston Plaud, alors patron de l'équipe cycliste Peugeot qui décline cette proposition et justifie ce refus ainsi : l'année 1964 étant olympique, toutes les places disponibles ont été obtenues par des coureurs de l'équipe de France de retour de Tokyo. Roger Pingeon continue donc sa carrière d'indépendant et, en septembre 1964, il s'inscrit aux deux courses de la Polymultipliée lyonnaise : celle du samedi (ouverte aux amateurs) et celle du dimanche (ouverte aux indépendants et aux professionnels). Il finit deuxième de la course amateur (derrière Paul Gutty) et remporte la course du dimanche, battant au passage plusieurs coureurs professionnels. Roger Pingeon envoie alors à nouveau une demande à Gaston Plaud qui cette fois accepte de l'engager ; mais pour un salaire bien en deçà de ce qu'il pouvait avoir en indépendant. Malgré tout, Roger Pingeon devient professionnel au sein de l'équipe Peugeot et se remémore la signature de son premier contrat professionnel ainsi : 

« Il m'a offert le SMIG. On ne pouvait pas imaginer une offre plus minable. [...] Mais j'étais coincé par l'âge. J'allais sur mes 25 ans, si je voulais passer pro un jour, il était plus que temps de franchir le pas. »

### Carrière cycliste professionnelle

#### 1965, découverte du professionnalisme
La saison 1965 constitue donc la première saison professionnelle de Roger Pingeon au sein de l'équipe Peugeot conduite par Tom Simpson. Il sympathise avec Christian Raymond qui devient son compagnon de chambrée. Après avoir obtenu la 5e place du Critérium du Dauphiné libéré, il participe au Grand Prix du Midi libre qui lui apporte une certaine déconvenue ; en effet, deuxième de la 3e étape derrière Roger Milliot et devant Raymond Mastrotto, après une échappée de 195 kilomètres, Roger Pingeon endosse le maillot de leader du général, qu'il porte donc au cours de la 4e et dernière étape. Miroir Sprint relate ainsi l'issue de cette 3e étape : « Roger Pingeon, l'un des plus brillants éléments de la nouvelle vague du cyclisme français, est devenu à Montpellier leader du Midi Libre, reléguant son prédécesseur Janssen à 2' 36". »
Fort de cet avantage, Roger Pingeon espère sa première victoire professionnelle ; mais les choses ne se déroulent pas ainsi lors de la 4e étape : il voit une bonne partie de son équipe (dont Simpson son leader) rouler contre lui. Il finit tout de même à une honorable 7e place au général. Cette opposition inattendue semble trouver son origine dans une volonté de l'organisateur d'offrir au Midi Libre un vainqueur prestigieux et surtout pas un « néo-pro ». C'est en tout cas ce que rapporte Jean Périllat : « La réussite de Roger Pingeon portait ombrage à ses aînés. Sa victoire n'était même pas souhaitée par l'organisateur qui rêvait d'un héros plus affirmé. »,
En 1965, Roger Pingeon découvre également le Tour de France durant lequel il glane quelques places d'honneur (2e de la 8e étape à Bordeaux, derrière Jo de Roo et 3e de la 18e étape courue en contre-la-montre et se terminant au mont Revard), il subit une chute dans l'Aubisque au cours de la 9e étape (sans trop de conséquences physiques mais qui lui cause un important retard sur les gagnants du jour) et s'adjuge finalement la 12e place au général. En fin de saison, Pingeon se classe 5e du Grand Prix des Nations puis 2e de la Coppa Agostoni.

#### 1966, année des doutes
En 1966, Eddy Merckx intègre l'équipe Peugeot, devenant ainsi le leader principal de Roger Pingeon. Il est d'ailleurs présent en mars, au départ de Paris-Nice auquel Pingeon participe également. Dans l'étape 2b courue entre Montceau-les-Mines et Mâcon, il se classe 3e ce qui lui permet d'endosser le maillot de leader qu'il conserve jusqu'au soir de la 4e étape (le 11 mars) quand il abandonne cette place de 1er au classement général à un de ses coéquipiers de chez Peugeot, Désiré Letort. Le 13 mars au matin, Roger Pingeon informe ses coéquipiers de ses plans pour la journée et les met en application en s'échappant dès le début de l'étape 6a (Bastia - Bastia). Malheureusement pour lui, il subit deux crevaisons au cours de cette demi-étape (sans pouvoir être rapidement assisté la seconde fois) ce qui cause chez lui une immense déception. Le 13 mars à midi, il annonce son abandon de la course et surtout son retrait immédiat du cyclisme professionnel,. Roger Bastide commente ainsi dans Miroir Sprint ce soudain arrêt de sa carrière : « Roger Pingeon n'a-t-il pas éprouvé un sentiment de frustration ? [...] Quand il a crevé, bien plus tard, l'affaire était réglée. Ce n'est pas cette crevaison qui peut avoir provoqué sa décision de raccrocher. [...] Et il faut bien faire le rapprochement avec la façon fort suspecte, qu'il n'avait pu oublier, dont Pingeon perdit le Grand Prix du Midi Libre l'an dernier. » Dans le Miroir des Sports de mars 1966, Pierre Chany relate l'entretien qu'il eût avec Roger Pingeon ce 13 mars 1966 (et auquel Jacques Anquetil — préparant son vélo à proximité — participa) : « C'est décidé, plus jamais je ne monterai sur une bicyclette ! Le cyclisme depuis l'an passé ne me rend pas ce que je lui donne. Au fond, je ne suis peut-être pas fait pour ce métier ! » Des réponses et des encouragements à continuer émanent alors de quelques coureurs présents à proximité (dont Roger Rivière qui évoque ses difficultés à revenir à la suite de son accident au Tour de France 1960), auxquels Roger Pingeon répond :

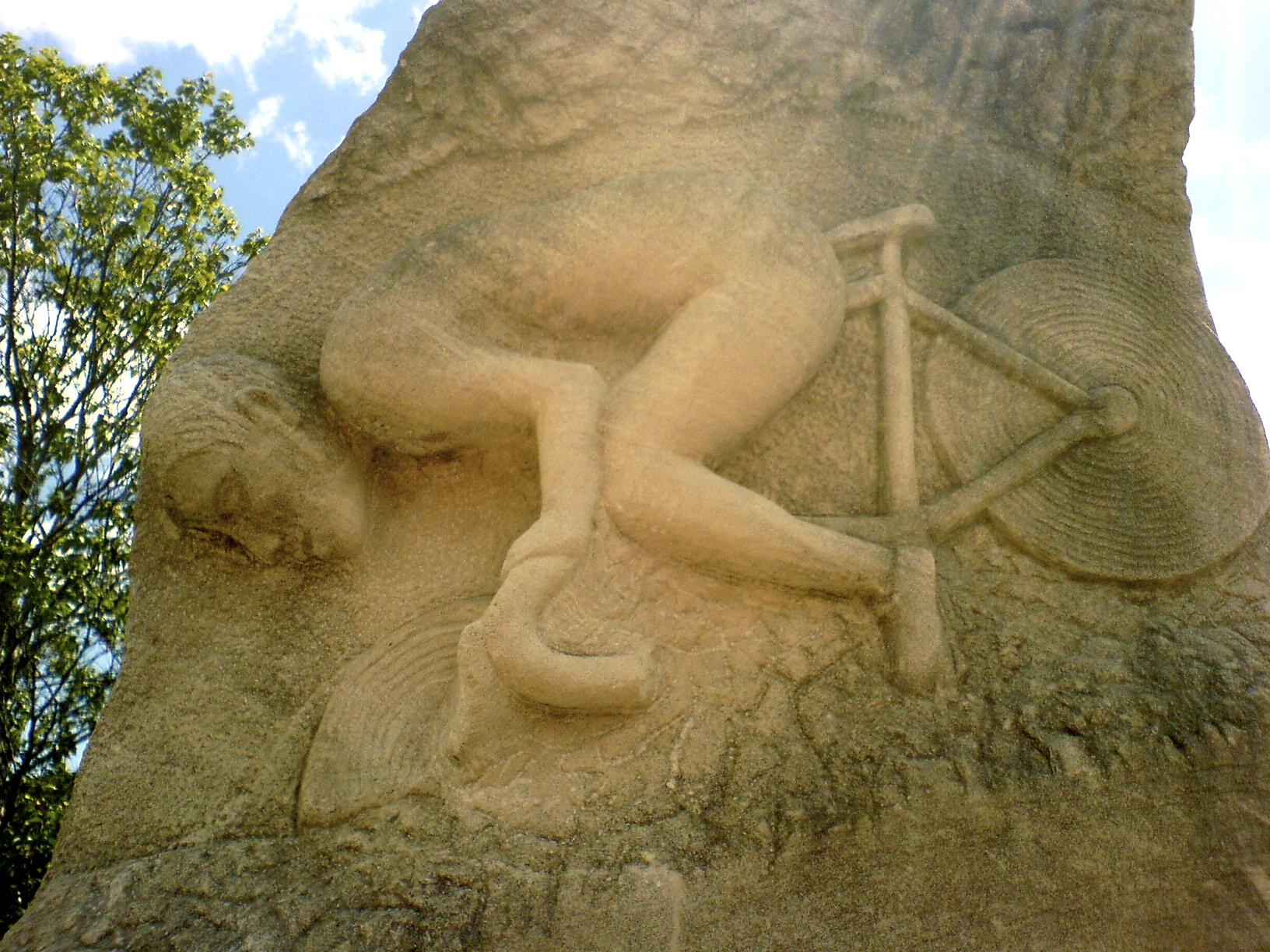
Vue du monument à la mémoire de Roger Rivière, dans le col de Perjuret où il eut son grave accident au Tour de France 1960.

— « Non c'est fini, je vais reprendre mon ancien métier. » – Roger Pingeon
— « Quel métier ? » – Pierre Chany
— « Plombier-zingueur ! » – Roger Pingeon
— « Alors cet homme est fou. » – Jacques Anquetil
Roger Pingeon continue pourtant la compétition professionnelle (malgré ses déclarations) et il obtient même la deuxième place au Critérium national (couru fin mars et dont il gagne la seconde étape). Cependant, au mois de juin, une seconde vague de découragement semble le submerger lors du Critérium du Dauphiné libéré. En effet, il éprouve quelques difficultés à tenir le rythme et est contraint à l'abandon au cours de l'ascension du col du Chat. Semblant regretter d'être revenu sur sa décision, il annonce à nouveau son retrait du cyclisme professionnel,. Ce second renoncement s'apparente au premier par sa conclusion : en effet, Roger Pingeon est bien présent au départ du Tour de France 1966. Son bon résultat obtenu l'année précédente n'est d'ailleurs pas oublié comme en témoigne François Terbeen dans Miroir du cyclisme, qui rappelle également sa seconde place obtenue au Critérium national durant l'année (derrière Raymond Poulidor). Selon lui, « Roger Pingeon a été la principale révélation du Tour de France 1965. [...] Il se doit de confirmer. Déjà il l'a fait en prenant la 2e place derrière Raymond Poulidor dans le Critérium national. »
Roger Pingeon améliore son résultat du Tour de France 1965 en se classant 8e, à 8 minutes 22 secondes du vainqueur Lucien Aimar. En fin d'année, Pingeon est 4e du Grand Prix des Nations. À l'issue de la saison, ses résultats lui permettent d'obtenir la 5e place du Prestige Pernod.

#### 1967, consécration

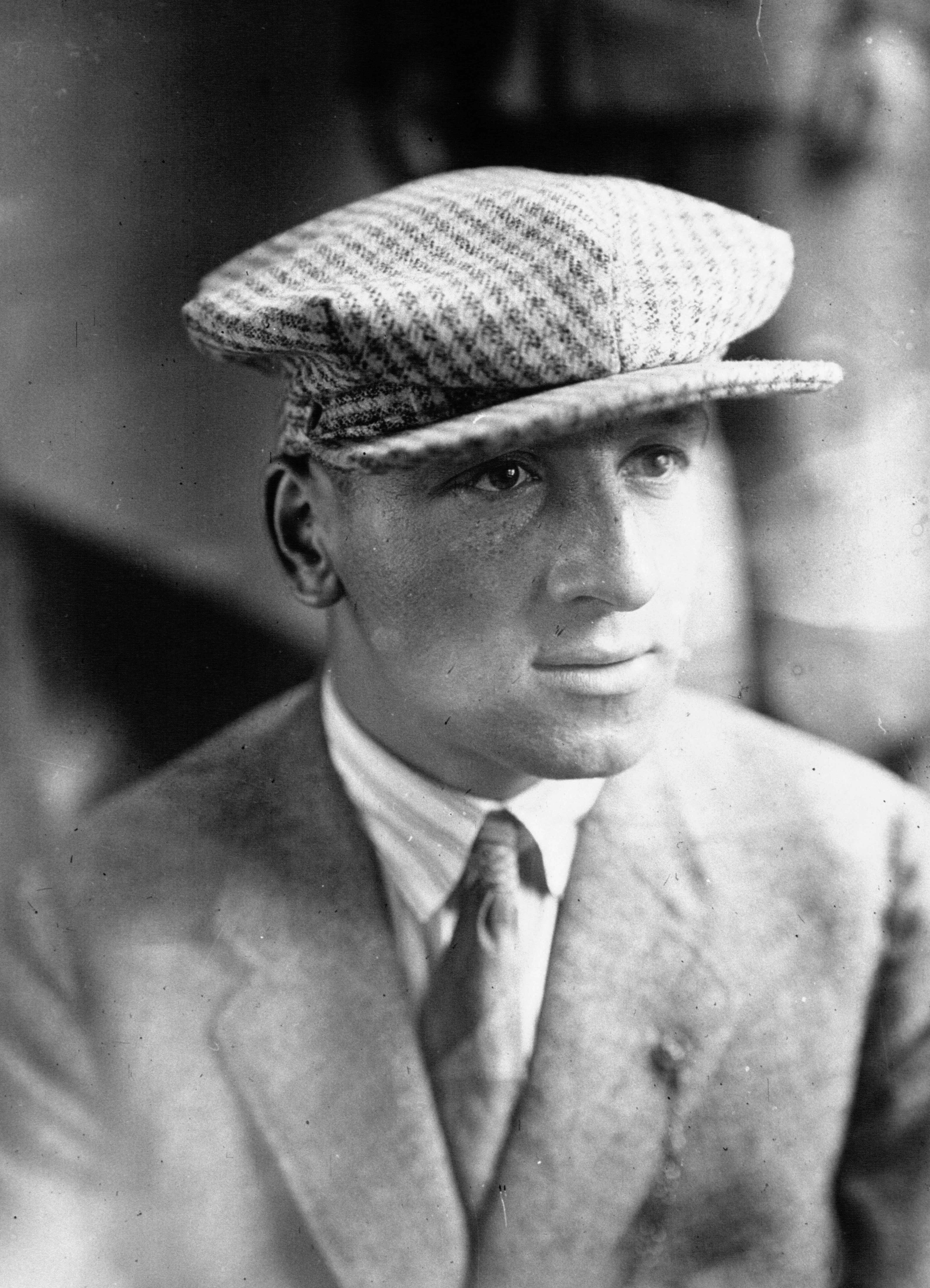
Marcel Bidot, DTN de l'équipe de France sur le Tour 1967 (ici en 1929).

Troisième de Gênes-Nice à la fin du mois de février, Roger Pingeon chute assez lourdement lors de Paris-Nice ce qui l'oblige à garder le repos pendant plus d'un mois. Il fait un retour tardif à la compétition au Tour d'Italie sur lequel il aide autant que possible Jacques Anquetil (pourtant leader d'une autre équipe). Il abandonne le Giro au cours de la 20e étape après avoir été classé dans les dix premiers au classement général. Au Grand Prix du Midi libre, il termine 2e à 4 secondes de Michel Grain ; aux Boucles de la Seine, il se classe 4e. Il n'est donc pas victorieux dans cette première partie de saison mais sa chute de Paris-Nice lui a permis de se reposer ; cet incident lui fait d'ailleurs dire : « Au départ du Tour, je possédais des réserves terribles. »
Le Tour de France 1967 (comme le suivant) voit un retour à un fonctionnement par équipe nationale : Roger Pingeon se retrouve donc sélectionné par le directeur technique national Marcel Bidot. Il est l'un des trois leaders de l'équipe, aux côtés de Lucien Aimar, vainqueur de l'édition précédente, et de Raymond Poulidor qui semble à la fois avoir la préférence du DTN ainsi que celle du public français. Il n'y a pas de leader incontestable donc mais un petit désavantage pour Pingeon qui ne compte aucun « équipier » issu de Peugeot dans ce groupe, contrairement à Aimar qui peut compter sur quatre transfuges de chez Bic (Lemeteyer, Novak, Riotte et Stablinski) et à Poulidor qui compte deux équipiers de chez Mercier-BP-Hutchinson (Foucher et Genet). Auteur d'une longue échappée solitaire de 57 kilomètres dans l'étape Roubaix-Jambes qui emprunte des secteurs pavés du Paris-Roubaix, il parvient à remporter le premier secteur de cette 5e étape. Il prend au passage plus de six minutes sur la plupart des favoris, et il décroche son premier maillot jaune. Il parvient à le conserver jusqu'à Paris, le laissant juste à Raymond Riotte, durant la 8e étape. À l'issue de celle-ci (Strasbourg - Ballon d'Alsace) gagnée par Aimar, Pingeon reprend le maillot jaune, Riotte est en vert et surtout Poulidor est hors-jeu pour la victoire finale : une chute lui a fait perdre 8 minutes sur Aimar. Loyal, Poulidor s'engage le soir-même à Belfort, à dorénavant soutenir Pingeon dans sa quête pour la victoire finale.
C'est au cours de la 13e étape (Marseille - Carpentras) que Tom Simpson, coéquipier de Roger Pingeon chez Peugeot, trouve la mort. Au cours de la journée de repos du lendemain est décidé, après suggestion de Jean Stablinski, de laisser la victoire dans la 14e étape, à un coureur anglais. Le jour d'après, la course est effectivement neutralisée et Barry Hoban gagne à Sète. Roger Pingeon se classe 3e de la dernière étape (Versailles - Paris) en contre-la-montre, derrière Poulidor et Gimondi. Il a ainsi le plaisir de revêtir l'ultime maillot jaune remis par Marceau Crespin, Félix Lévitan (alors directeur du Tour) et Adriano Rodoni (alors président de l'UCI) qui consacre sa victoire finale.
À la suite de la convocation de Marcel Bidot, il participe en septembre, au championnat du monde sur route, épreuve sur laquelle il se classe 36e. Pingeon gagne ensuite une étape de Paris-Luxembourg, termine 7e de Paris-Tours, et obtient avec Raymond Poulidor la 5e place du Trophée Baracchi. À la fin de la saison, il est 2e au classement du Prestige Pernod et 4e du Super Prestige.

#### 1968, année de transition

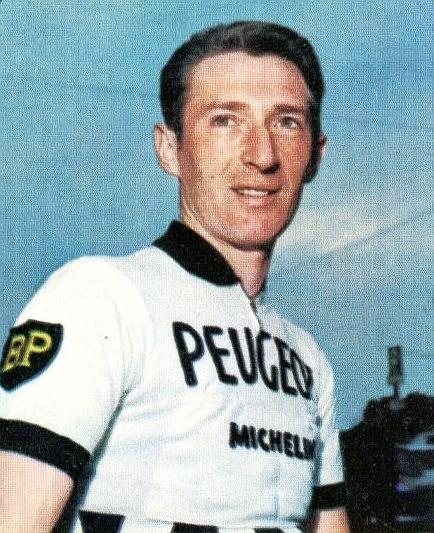
Roger Pingeon en 1968.

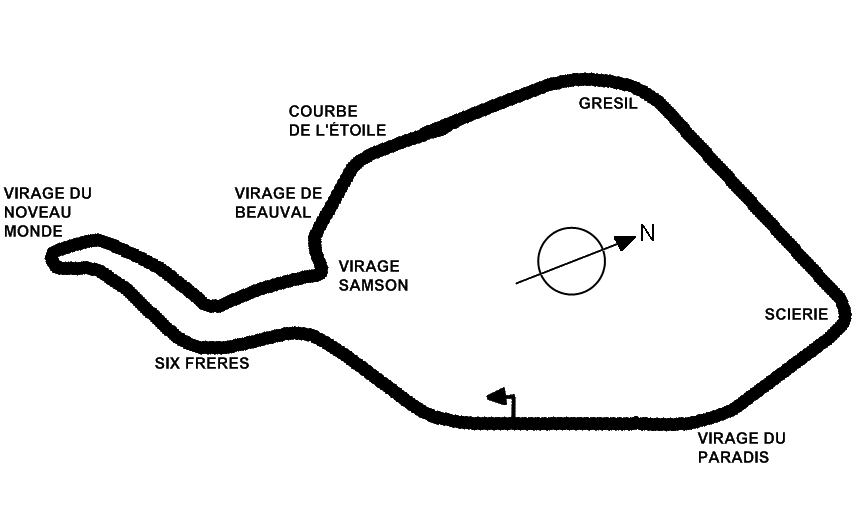
Le circuit automobile des Essarts qui accueille le Critérium national 1968.

La saison commence avec l'obtention en mars de la 3e place au Critérium national couru sur le circuit automobile des Essarts. Cependant, trois semaines avant le Tour d'Italie, Roger Pingeon se plaint d'une vive douleur au dos qui l'empêche d'envisager sérieusement de courir quelque course que ce soit. Néanmoins, Gaston Plaud insiste pour qu'il soit tout de même présent au prologue du Giro : Roger Pingeon s'exécute et le soir même du prologue, après une piètre performance due à la douleur ressentie, il quitte le Tour d'Italie. Il est reconduit en équipe de France (France A), en vue du Tour de France, fonctionnant à nouveau par équipe nationale. Avant le Tour, il déclare vouloir « renvoyer l'ascenseur à Poulidor qui m'a aidé en 67 »,. Poulidor ne parvient pas à gagner le Tour 1968 (abandon à la 16e étape) mais Pingeon parvient tout de même à remporter deux étapes à la suite d'échappées solitaires (à Albi, après 193 kilomètres d'échappée puis à Grenoble). Ces échappées lui permettent également de franchir en tête quelques sommets comme le col du Granier, le col du Cucheron ou encore le col de Porte. À l'arrivée il s’octroie la 5e place du général ainsi que le classement de la combativité. Quelques semaines plus tard, Pingeon termine second du championnat de France sur route à Aubenas, devancé au sprint par Lucien Aimar, à l'issue d'une longue échappée commune.
À la fin de la saison, il se classe 3e au classement du Prestige Pernod.

#### 1969, victoire au Tour d'Espagne

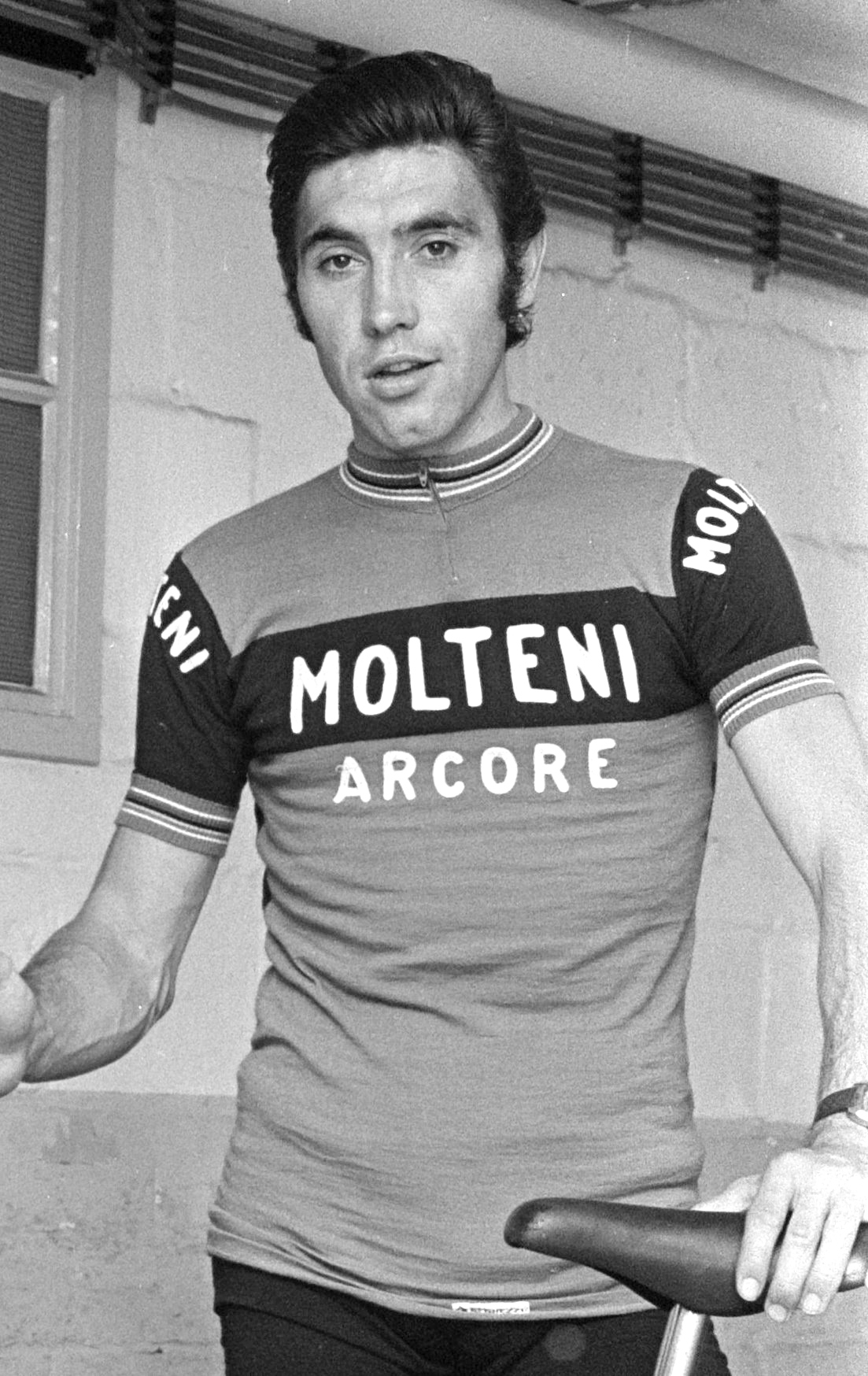
Eddy Merckx, vainqueur du Tour de France 1969, avec plus de 17 minutes d'avance sur le second, Roger Pingeon.

Neuvième de Paris-Nice en mars, Roger Pingeon gagne en avril la Flèche enghiennoise puis participe au Tour d'Espagne. Grâce à une échappée en montagne lors de la 12e étape, Pingeon fait coup double en gagnant l'étape et en obtenant le maillot de leader qu'il conserve jusqu'à la fin de cette Vuelta ; ceci malgré l'hécatombe qui s'abat alors sur son équipe (au rang de laquelle, se trouvait son frère René) : en effet seul Willy Monty termine ce Tour d'Espagne à ses côtés. Pingeon remporte également le deuxième secteur de la 14e étape, un contre-la-montre de 4 kilomètres. De l'avis des observateurs, il « survole » cette Vuelta, ne rencontrant presque aucune rivalité hormis celle de Luis Ocaña, qui finit second au classement général (après avoir gagné trois étapes et porté le maillot or pendant une étape). S'il semble avoir été au sommet de sa forme au cours de ce Tour d'Espagne, son état de fatigue immédiatement après et la perspective du Tour de France qui approche, le conduisent à solliciter auprès de Gaston Plaud, une dispense de courir le Critérium du Dauphiné libéré auquel il est pourtant inscrit. Cette dispense lui est refusée et Roger Pingeon court finalement cette épreuve sur laquelle il termine troisième au général. Dans le Tour de France, il est l'adversaire le plus sérieux d'Eddy Merckx, remportant la 9e étape Thonon-les-Bains - Chamonix (passant en tête au col des Montets) et terminant à la 2e place du général, très loin du vainqueur Eddy Merckx, dont il fut le principal rival. Ce dernier, participe alors à son premier Tour : il met fin quasiment à tout suspens dès la 6e étape (Mulhouse - Ballon d'Alsace) qu'il remporte, avec plus de cinq minutes d'avance sur tous ses concurrents (y compris Roger Pingeon). Sur ce tour, Roger Pingeon obtient également la seconde place du Grand Prix de la montagne. Ses résultats de la saison lui permettent de prendre à l'issue de celle-ci, la 3e place du classement du Prestige Pernod et la 6e du Super Prestige.

#### 1970 à 1972, dernières saisons chez Peugeot

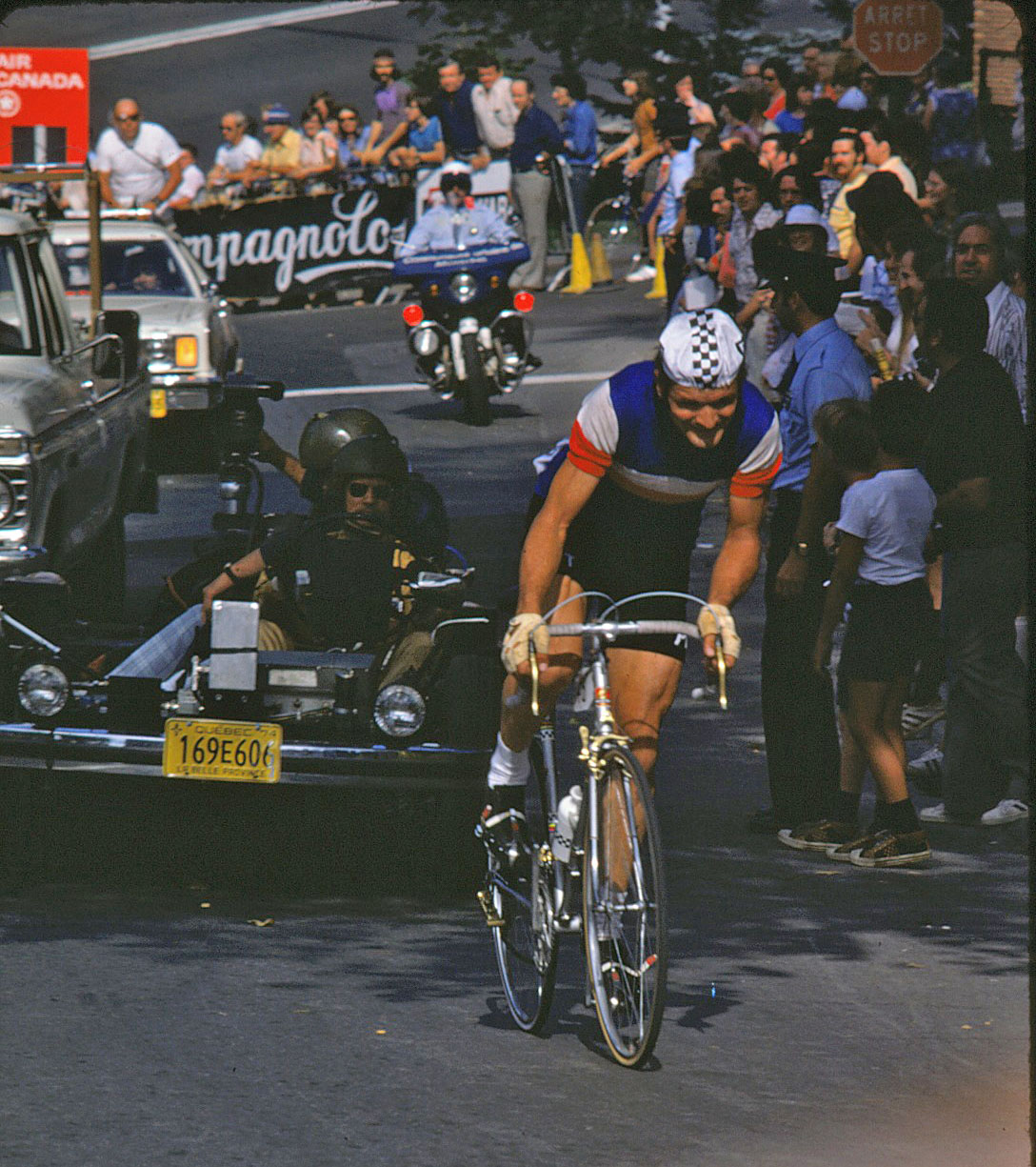
Bernard Thévenet (ici en 1974) avec qui il obtient la 3e place du Trophée Baracchi 1971.

Toujours chez Peugeot-BP, l'année 1970 de Roger Pingeon commence par une 3e place sur le Grand Prix de Saint-Raphaël puis il décroche la 11e place au Tour des Flandres, à la suite d'une échappée (reprise avant l'arrivée) effectuée en compagnie d'Eddy Merckx. Au départ du Critérium du Dauphiné libéré, il apprend qu'il est positif au cafilon, après un contrôle effectué sur les Quatre Jours de Dunkerque couru quelques semaines avant. Malgré des difficultés respiratoires au cours de l'épreuve, il parvient tout de même à décrocher la seconde place au classement général de ce Dauphiné 1970. Ennuyé par des problèmes de tendinite au genou droit, il est contraint à l'abandon dès la 7eb étape du Tour de France. En 1971, un nouveau contrôle positif sur le Tour des Flandres provoque la suspension de Roger Pingeon durant quatre mois (jusqu'à mi-août) ce qui le prive du Tour de France. Il est à nouveau suspendu par la Fédération française de cyclisme, fin août, pour cause de procédure engagée à son encontre. En effet, Roger Pingeon a attaqué en justice la FFC, pour entrave à la législation du travail ; il reçoit alors le soutien de plusieurs personnalités politiques et obtient gain de cause ce qui lui permet de faire son retour à la compétition dès septembre 1971. Il parvient notamment à accrocher la troisième place du Trophée Baracchi en compagnie de Bernard Thévenet, la troisième de la Coppa Agostoni et la cinquième du Grand Prix des Nations. Ces places d'honneur ne masquent toutefois pas son absence de succès, au cours de cette saison presque blanche. Durant l'hiver 1971, Roger Pingeon qui habite alors dans l'Isère déménage dans le Nord à Saint-Saulve.
En 1972, Pingeon est septième de Paris-Nice en mars avant de gagner avec Peugeot le contre-la-montre par équipes du Tour de Romandie qu'il finit en cinquième position. Il parvient également à obtenir la seconde place du Tour de Suisse. Il signe également un succès en s'adjugeant la 1re étape du Critérium du Dauphiné libéré. Sa fin de saison est tronquée puisqu'il arrête sa carrière en juillet (après son abandon dans le Tour de France 1972) pour finalement la reprendre dès janvier 1973 à la suite d'une proposition de Jean de Gribaldy.

#### 1973 et 1974, course pour Rokado puis Jobo

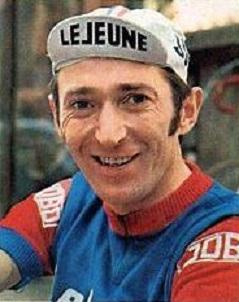
Ultime saison pro pour Roger Pingeon (1974).

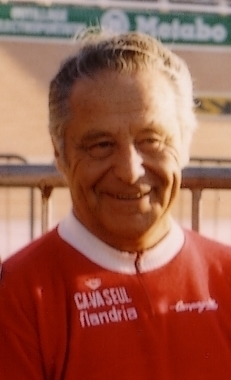
Jean de Gribaldy en 1980.

Jean de Gribaldy est alors directeur sportif et il cherche à recruter Roger Pingeon pour une petite équipe Allemande nommée Rokado qu'il équipe en vélos à son nom, en 1973. Les premières sorties de Pingeon ne sont pas concluantes. En avril, il participe au Tour d'Espagne qu'il abandonne rapidement dès la 5e étape, à cause d'une blessure (fêlure du bassin) consécutive à une chute. Il ne court pas le Tour de France et ne participe finalement sous les couleurs de Rokado, qu'à quelques critériums de fin de saison.
La saison suivante Pingeon signe chez l'équipe française Jobo-Lejeune. Dans cette équipe aux moyens modestes, il signe tout de même trois victoires au cours de la saison, dont le Grand Prix de Plumelec. À noter également, une 3e place au Trophée des grimpeurs, une 5e au Critérium du Dauphiné libéré et surtout une 11e place au général du Tour de France.

### Question du dopage
Roger Pingeon a reconnu avoir parfois utilisé des amphétamines même si son utilisation, alors généralisée dans le peloton, semble avoir été marginale le concernant. Introduites dans les années 1930, les amphétamines sont utilisées massivement par les coureurs à partir des années 1950. La conscience des effets négatifs et des dangers de ce produit grandit dans les années 1960 à la suite de plusieurs incidents, parfois mortels. Les premières lois antidopage sont votées en 1965, les premières sanctions interviennent en 1966, soit au moment où Roger Pingeon commence sa carrière professionnelle. La mort de Tom Simpson, coéquipier de Pingeon, en 1967 constitue un « électrochoc » et les contrôles antidopage deviennent systématiques aux arrivées de chaque étape du Tour en 1968. Il lui arrivait également de prendre du cafilon pour les « belles épreuves ». C'est cette substance qui est détectée lors de son contrôle positif sur les Quatre Jours de Dunkerque 1970 ; Cyrille Guimard et José Catieau sont également déclarés positifs au même produit et sur la même épreuve. Pour ce contrôle positif, Roger Pingeon écope d'un an de suspension avec sursis,. En 1971 (durant la période de sursis), il est à nouveau contrôlé positif sur le Tour des Flandres, ce qui implique une suspension de quatre mois ferme à effet immédiat, qui le prive du Tour de France 1971,.
Face à cette suspension ferme, Roger Pingeon décide d'attaquer la fédération française en justice pour entrave à l’exercice de sa profession. Surtout, la fédération, en le suspendant à nouveau (à la suite de son dépôt de plainte) lui dénie le droit de contester sa décision. « L'affaire Pingeon » fait grand bruit dans les médias français et certains politiques s'en emparent en la rapprochant d'une autre affaire de suspension, celle de son ami Paul Gutty,. Ainsi, Francis Vals soumet une question écrite à la commission européenne sur les cas Pingeon et Gutty ; de son côté, le député de la Nièvre, François Mitterrand déclare que « l'application par une fédération sportive française d'une disposition internationale aboutit en fait à priver des coureurs cyclistes professionnels d'exercer leur profession. » Il demande alors au ministre de la Justice de « bien vouloir l'informer de la nature juridique des obligations contractées par le coureur Roger Pingeon et les effets qu'il convient d'en tirer au regard de nos lois ». Finalement, c'est le Conseil d'État qui annule l'extension par la FFC et au territoire français, de la décision de la fédération belge de suspendre Pingeon pour quatre mois. Cette décision semble avoir, de fait, « levé » la suspension de septembre 1971, sans objet.

### Caractère et reconnaissance par ses pairs

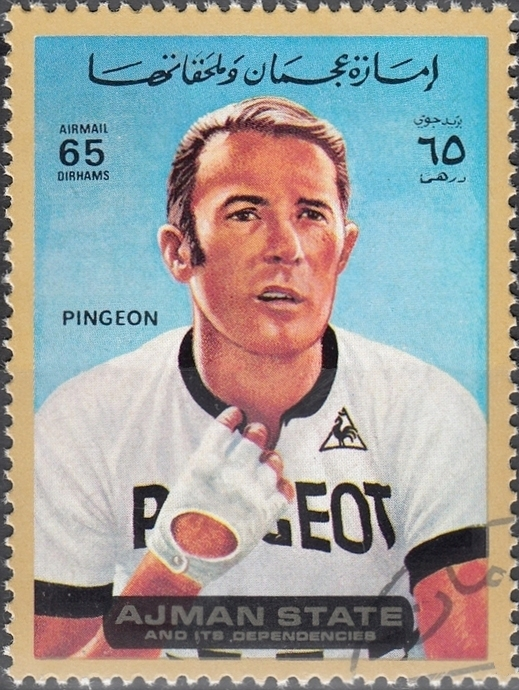
Timbre des Émirats arabes unis (1972) à l’effigie de Roger Pingeon.

La plupart des commentaires de ses pairs évoquent un fort caractère, une indéniable intelligence de course et de manière plus générale, une dissonance par rapport au comportement habituel d'un coureur du peloton professionnel ; ainsi Raphaël Géminiani a déclaré « si Pingeon n'avait pas cette tête de cochon, il aurait sûrement eu une carrière beaucoup plus brillante » ; Jean Dumont, plus nuancé, déclare qu'« il était considéré comme un gars aux dons exceptionnels mais au caractère bien trempé ». Ces commentaires sont complétés par ceux de Christian Raymond : « ce garçon est un caractériel mais tout le monde l'aimait, même si tous le prenaient pour un fou ». Jean-Marie Leblanc conclut en précisant que « Roger n'était pas marginal, pas solitaire mais un peu original ». Henry Anglade, de son côté, évoque la victoire dans le Tour 1967 : « L'équipe de France ? C'était une équipe où il y avait toujours trente-six leaders. Donc le vrai leader, c'est celui qui a le plus de personnalité pour faire la différence. Pingeon avait en face de lui Raymond Poulidor et il a "bouffé" Raymond ! »
Outre ses renoncements annoncés (puis abandonnés) de la compétition professionnelle (en 1966), un autre évènement a participé à lui donner l'image d'un garçon au « caractère bien trempé » : au cours de la 14e étape du Tour de France 1969, Roger Pingeon, excédé par l'attitude jugée individualiste de Raymond Delisle, le gifle en pleine course et devant tout le peloton. En effet, le comportement désinvolte de son équipier Delisle lui faisait craindre la perte de sa seconde place au classement général. Delisle choisit alors d'apporter une réponse sportive à l'incident: deux jours plus tard, il remporte la 16e étape (Castelnaudary - Luchon) le jour du 14 juillet, avec le maillot tricolore de champion de France sur les épaules.

### Après-cyclisme

Localisation de Beaupont (en vert) dans le département de l'Ain.

À la suite de sa dernière saison pour Jobo-Lejeune en 1974, Roger Pingeon arrête le cyclisme et change radicalement d'univers professionnel. Il commence par tenir un bar à Maubeuge dans le Nord, en compagnie de sa seconde épouse Anne-Marie, activité qu'il conserve jusqu'en 1976. En 1977, il abandonne le café de Maubeuge pour ouvrir un commerce de fleurs à Valenciennes. Parallèlement, il s'intéresse de près au trot, apprend lui-même à « driver » et possède même une petite écurie. Son déménagement en 1981, vers Montpellier, pour y tenir à nouveau un commerce de fleurs, l'oblige à vendre ses chevaux. À partir de 1990, et alors que Roger Pingeon habite dans le Sud (à Frontignan) avec Marthe sa troisième épouse, il est recruté par l'office départemental des sports de l'Hérault (ODSH) pour s'occuper des questions de cyclisme. C'est durant cette période qu'est créée la course cyclotouriste « La Roger Pingeon », longue d'environ 150 kilomètres et qui part chaque année de Gignac. Elle sera par la suite rebaptisée « L'Héraultaise Cyclosportive Roger Pingeon ».
Depuis les années 2000, Roger Pingeon habite le village bressan de Beaupont, dans l'Ain.
En 1975, il est contacté par Daniel Pautrat, alors commentateur du Tour de France pour TF1. Il lui propose d'être consultant sur le Tour de France 1975, proposition que Roger Pingeon accepte. Cette première expérience de consultant paraît pour Roger Pingeon (et avec un certain recul), assez contrastée : « C'était extrêmement contraignant. On passait des heures sur places après les arrivées. [...] Daniel Pautrat était absolument charmant mais il ne me laissait que rarement la parole. Et devant le micro, j'avais une trouille bleue de bafouiller ou de me tromper. » Il ne donne pas suite à cette première tentative avec TF1 et en France. Mais en 1979, il devient consultant sportif à la Télévision suisse romande, où il commente le Tour de France au côté du journaliste Bertrand Duboux. Cette expérience dure jusqu'en 1998.
Il décède chez lui à Beaupont le 19 mars 2017 d'une crise cardiaque,,. Ses obsèques se déroulent le 22 mars 2017 en l'église Saint-Antoine de Beaupont. Il est inhumé dans le cimetière de Beaupont.

## Palmarès

### Indépendant
- 1964
  - Polymultipliée lyonnaise (course professionnelle ouverte aux indépendants)
  - 2e de la Polymultipliée lyonnaise (course amateur)
  - 2e du Tour du Roussillon
  - 2e du Grand Prix de France (contre-la-montre amateur)

### Professionnel
| - 1965 - 2e de la Coppa Agostoni - 5e du Critérium du Dauphiné libéré - 5e du Grand Prix des Nations - 7e du Grand Prix du Midi libre - 9e du Circuit du Provençal - 1966 - 2ea étape du Critérium national - 2e du Critérium national - 2e de la course contre-la-montre du mont Faron - 4e du Grand Prix des Nations - 8e du Tour de France - 1967 - Tour de France : - Classement général - 5ea étape - 2e étape de Paris-Luxembourg - 2e du Grand Prix du Midi libre - 3e de Gênes-Nice - 4e du Super Prestige Pernod - 7e de Paris-Tours - 8e de Paris-Luxembourg - 1968 - Tour de France : - Prix de la combativité - 15e et 18e étapes - 2e du championnat de France sur route - 3e du Critérium national - 3e de la course contre-la-montre du mont Faron - 3e du Grand Prix de Baden-Baden (avec Charly Grosskost) - 5e du Tour de France - 7e de Liège-Bastogne-Liège | - 1969 - Flèche enghiennoise - Tour d'Espagne : - Classement général - 12e et 14eb (contre-la-montre) étapes - 9e étape du Tour de France - 2e du Tour de France - 2e du championnat de France de poursuite - 3e du Critérium du Dauphiné libéré - 9e de Paris-Nice - 1970 - 2e du Critérium du Dauphiné libéré - 3e du Grand Prix de Saint-Raphaël - 3e de la course contre-la-montre du mont Faron - 1971 - 3e du Trophée Baracchi (avec Bernard Thévenet) - 3e de la Coppa Agostoni - 5e du Grand Prix des Nations - 1972 - Prologue du Tour de Romandie (contre-la-montre par équipes) - 1re étape du Critérium du Dauphiné libéré - 2e du Tour de Suisse - 5e du Tour de Romandie - 7e de Paris-Nice - 1974 - Grand Prix de Plumelec - 3e du Trophée des grimpeurs - 5e du Critérium du Dauphiné libéré |  |

## Résultats sur les grands tours

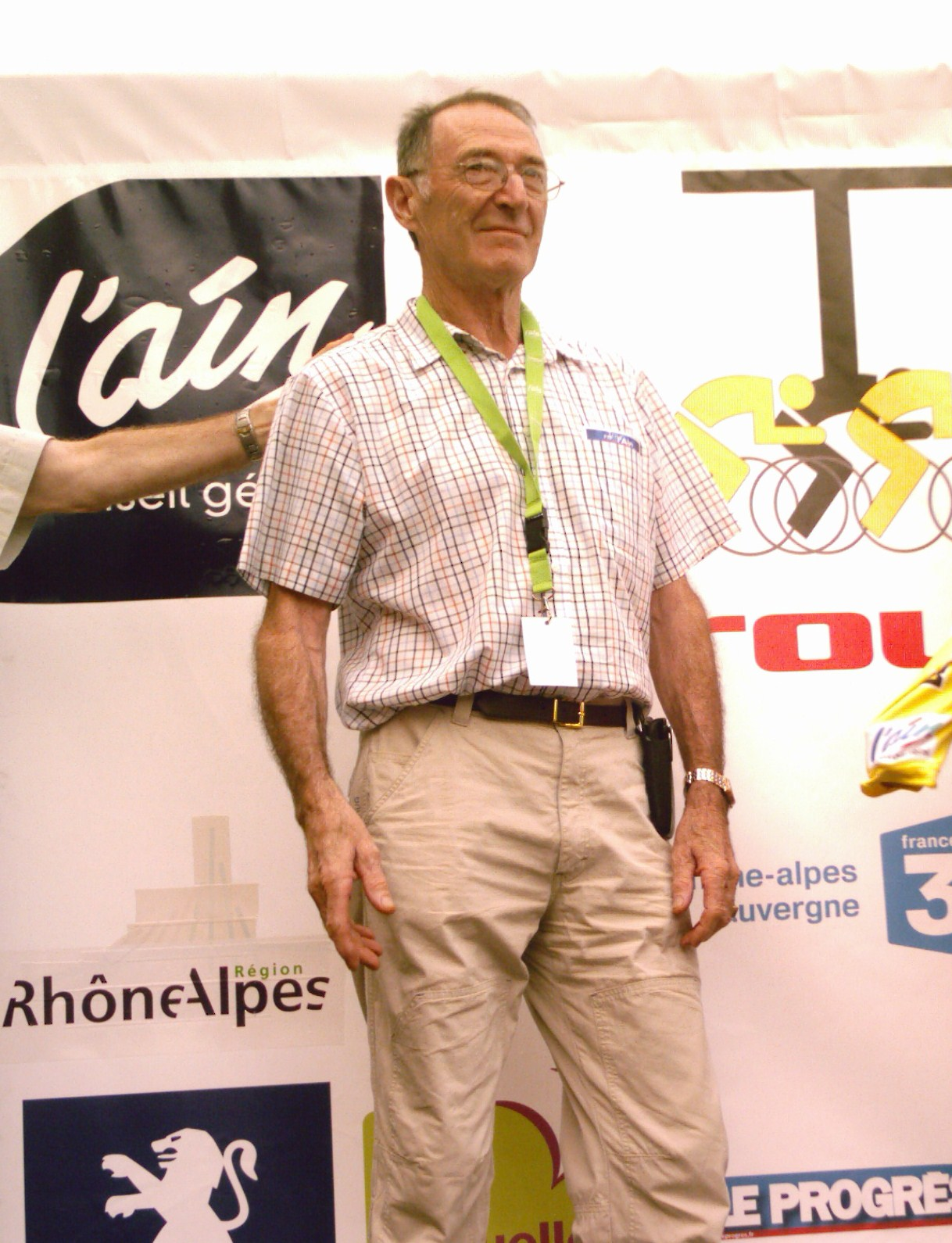
Roger Pingeon lors d'une cérémonie protocolaire, sur le Tour de l'Ain 2009 à Oyonnax.

### Tour de France
8 participations
- 1965 : 12e
- 1966 : 8e
- 1967 :  Vainqueur final, vainqueur de la 5ea étape,  maillot jaune pendant 17 jours
- 1968 : 5e, vainqueur du  Prix de la combativité et des 15e et 18e étapes
- 1969 : 2e, vainqueur de la 9e étape, 2e du Grand Prix de la montagne
- 1970 : abandon (7eb étape)
- 1972 : abandon (9e étape)
- 1974 : 11e

### Tour d'Espagne
2 participations
- 1969 :  Vainqueur final, vainqueur des 12e et 14eb (contre-la-montre) étapes, 2e du Grand Prix de la montagne,  maillot jaune pendant 7 jours
- 1973 : abandon (5e étape)

### Tour d'Italie
2 participations
- 1967 : abandon (20e étape)
- 1968 : abandon (prologue)